# Gammelvagt
Gammelvagt er en gade i Nyboder i Indre By i København, der ligger mellem Fredericiagade og Sankt Pauls Gade. Gaden er opkaldt efter Nyboders gamle vagtbygning, der stadig står ved gaden.

## Historie og bebyggelse
Gaden var oprindelig en del af Adelgade, der blev anlagt omkring 1650. På det tidspunkt var Østervold lige blevet omlagt og havde givet plads til den nye bydel Ny-København. Her var det en overgang tanken, at gaderne skulle udgå i stjerneform fra Kongens Nytorv med Adelgade skrående igennem Nyboder, der var blev opført af kong Christian 4. i 1630'erne og 1640'erne. Efterfølgende blev planerne dog ændret til gader, der krydsede hinanden vinkelret. Adelgade endte imidlertid som en kombination af de to principper. Fra Gothersgade fulgte den det nuværende forløb frem Klerkegade, men herefter skråede den igennem Nyboder til omtrent ved det nuværende kryds mellem Kronprinsessegade og Timiansgade.
Omkring 1870 blev den sydlige del af Nyboder saneret, og i den forbindelse blev Adelgade rettet ud, så den kom til at munde ud i den senere Sankt Pauls Plads ved den nye Sankt Pauls Kirke. Dele af det gamle gadeforløb blev dækket af etageejendome, men stykket mellem Fredericiagade og Sankt Pauls Gade overlevede. Til at begynde med kaldtes den stadig for Adelgade eller til tider Gammel Adelgade til skelnen fra den omlagte gade. Det nuværende navn fik gaden i 1926.
Fremme i nutiden består gaden af to korte stykker. Mellem Fredericiagade og Olfert Fischers Gade ligger til den ene side klassiske toetages gule Nyboder-huse langs de to gader med gavlene vendene ud mod Gammelvagt. Til den modsatte side ligger en etageejendom på hjørnet af Fredericiagade, der blev opført i 1906 efter tegninger af C. W. Christiansen. På hjørnet af Olfert Fischers Gade skråt overfor ligger en etageejendom fra 1991.
Mellem Olfert Fischers Gade og Sankt Pauls Gade består Gammelvagt kun af en cykelsti og fortov. Langs denne del af gaden står den tidligere militære vagtbygning, der blev opført af Peter Meyn i 1787, og som afløste en ældre bygning med samme funktion. Bag bygningen stod der oprindeligt et klokkestabel til brug for alarmering. Selve bygningen blev fredet i 1918 og fremstår i dag som en lille idyllisk gul bygning med hvide hjørner og rødt tegltag.